# Ian Somerhalder
Ian Joseph Somerhalder (ur. 8 grudnia 1978 w Covington) – amerykański aktor telewizyjny i producent filmowy, model.
Największy rozgłos uzyskał dzięki roli wampira Damona Salvatore w serialu Pamiętniki wampirów (The Vampire Diaries).

## Życiorys

### Wczesne lata
Urodził się jako drugie z trójki dzieci Edny, masażystki, i Roberta Somerhaldera, niezależnego wykonawcy budowy McMahonów. Wychowywał się ze starszym bratem Robertem i młodszą siostrą Robyn. Uczęszczał do Mandeville High School, szkoły publicznej w Mandeville, w stanie Luizjana. Ukończył St. Paul’s School w rodzinnym Covington w Luizjana. W wieku 10 lat rozpoczął karierę modela w agencji Ford. W wieku od 10 do 13 lat prezentował się na pokazie letnim w Nowym Jorku, Paryżu, Mediolanie i Londynie. Reklamował bieliznę projektantów, takich jak Calvin Klein, Dolce & Gabbana, Versace, Guess i Gucci. Podpisał kontrakt z agencją DNA Models. W wieku 17 lat zdecydował się na aktorstwo.

### Kariera
Po gościnnym występie w serialu Miasto na luzie (The Big Easy, 1997) wystąpił w komedii Woody’ego Allena Celebrity (1998) u boku Melanie Griffith, Kennetha Branagha, Winony Ryder, Charlize Theron i Leonarda DiCaprio.
Był obsadzony także w serialach: CBS Nowe wcielenie (Now and Again, 1999) z Erikiem Close, Młodzi Amerykanie (Young Americans, 2000) z Kate Bosworth, CBS Kryminalne zagadki Las Vegas (C.S.I.: Crime Scene Investigation, 2002), NBC Prawo i bezprawie (Law & Order: Special Victims Unit, 2003) i CBS Kryminalne zagadki Miami (CSI: Miami, 2003).
Sympatię telewidzów zdobył rolą Adama Knighta w serialu Warner Bros. Tajemnice Smallville (Smallville, 2004) i jako Boone Carlyle, przyrodni brat Shannon Rutherford w serialu ABC Zagubieni (Lost, 2004–2007). W telefilmie przygodowym Marco Polo (2007) wcielił się w tytułową postać historycznego weneckiego kupca i podróżnika.
W 2005 wystąpił na off-Broadwayu jako Matt w komedii Dog Sees God: Confessions of a Teenage Blockhead z Elizą Dushku.
W latach 2009–2017 grał główną rolę w serialu The Vampire Diaries jako Damon Salvatore.

## Życie prywatne
26 kwietnia 2015 poślubił aktorkę Nikki Reed. 25 lipca 2017 urodziła się ich córka Bodhi Soleil Reed Somerhalder.

## Filmografia
Jako aktor
- 1997: Miasto na luzie (The Big Easy) jako IQ
- 1998: Celebrity jako Extra
- 1999: Nowe wcielenie (Now and Again) jako Brian
- 1999: Prawo i bezprawie (Law & Order: Special Victims Unit) jako Charlie Baker
- 2000: Amerykańskie nastolatki (Young Americans) jako Hamilton Fleming
- 2000: CSI: Kryminalne zagadki Las Vegas (C.S.I.: Crime Scene Investigation) jako Tony Del Negro
- 2001: Anatomy of a Hate Crime jako Russell Henderson
- 2001: Życie jak dom (Life as a House)
- 2002: Changing Hearts jako Jason Kelly
- 2002: Żyć szybko, umierać młodo (The Rules of Attraction) jako Paul Denton
- 2002: CSI: Kryminalne zagadki Miami (CSI: Miami) jako Ricky Murdoch
- 2004: Fearless jako Jordan Gracie
- 2004: Recess jako Cooley
- 2004: Tajemnice Smallville (Smallville) jako Adam Knight
- 2004: The Old Man and the Studio jako Matt
- 2004: Tajemnice Smallville (Smallvile) jako Adam
- 2004: W rękach wroga (In Enemy Hands) jako Danny Miller
- 2004: Zagubieni (Lost) jako Boone Carlyle (2004–2005)
- 2005: Lost: The Journey jako Boone Carlyle
- 2006: Pulse jako Dexter
- 2006: The Sensation of Sight jako Drifter
- 2006: TV: The Movie
- 2007: Marco Polo jako Marco Polo
- 2007: Tell me you love me jako Nick
- 2008: Jeźdźcy z zaginionego miasta (Lost City Raiders) jako Jack Kubiak
- 2008: Ostatni samarytanin jako William Archer
- 2008: Podwodna tajemnica jako Jack Kubiak
- 2009: How to make Love to a Woman jako Daniel
- 2009–2017: Pamiętniki wampirów (The Vampire Diaries) jako Damon Salvatore
- 2009: The Tournament jako Miles Slade
- 2009: Wake jako Tyler
- 2010: How to Make Love to a Woman jako Daniel
- 2012: Cradlewood jako Josh
- 2012: Time Framed
- 2019: V-Wars jako Dr. Luther Swann

Jako producent
- 2004: Recess